# Velika Preska
Velika Preska este o localitate din comuna Litija, Slovenia, cu o populație de 52 de locuitori.